# Gonimbrasia scheveni
Gonimbrasia scheveni är en fjärilsart som beskrevs av Lemaire och Pierre Claude Rougeot 1974. Gonimbrasia scheveni ingår i släktet Gonimbrasia och familjen påfågelsspinnare. Inga underarter finns listade i Catalogue of Life.